# Isole dell'Adriatico
Le isole nel Mare Adriatico sono circa 1200, di cui 69 sono stabilmente abitate.
Un recente studio condotto dall'Istituto di Oceanografia di Spalato ha evidenziato che l'Adriatico contiene 1246 isole: 79 grandi isole, 525 isolotti e 642 creste e rocce. 
La Scuola di Geografia di Genova afferma, invece, che il numero è maggiore se le piccole isole nelle lagune italiane di Venezia e Grado e le cosiddette "isole del delta del Po" sono anche incluse nella lista.

## Croazia

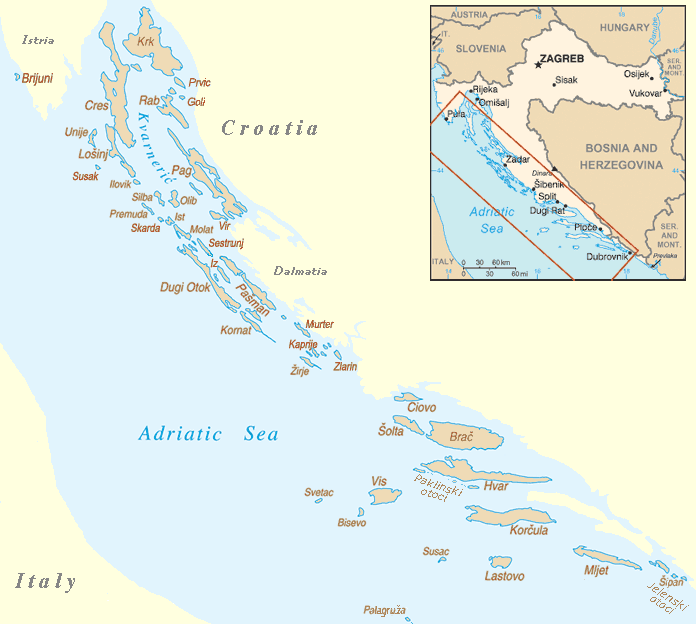
La maggior parte delle isole del mare Adriatico si trovano nella zona nord-orientale, vicino alla costa croata.

Litorale settentrionale
- Veglia - è l'isola più estesa[1] del mar Adriatico: 405.78 km²[2]
- Cherso - è la seconda isola del mar Adriatico
- Arcipelago Brioni
- Arbe
- Asinello
- Isola Calva
- Lussino
- Melada
- Sansego
- Unie

Dalmazia settentrionale
- Crappano
- Eso
- Incoronate
- Lunga
- Isto
- Morter
- Pago - l'isola con la litoranea più lunga: 302,47 km
- Pasman
- Provicchio
- Puntadura
- Selve
- Ugliano
- Ulbo
- Zlarino

Dalmazia centrale
- Brazza - l'isola con la massima elevazione: 778 m
- Bua
- Busi
- Lesina - l'isola più lunga: 68 km
- Lissa
- Pelagosa
- Solta
- Zirona Grande

Dalmazia meridionale
- Curzola
- Elafiti - arcipelago della Croazia meridionale, situate in prossimità della città di Ragusa in Dalmazia.
  - Calamotta
  - Dassa
  - Giuppana
  - Liciniana
  - Mezzo
  - Olipa
  - Ruda
  - Sant'Andrea
- Lacroma
- Lagosta
- Meleda

## Montenegro
- Cattici (Katič)
- Dulcigno Vecchio (Stari Ulcinj)
- Isola Boiana (Ada Bojana)
- Santa Domenica (Sveta Neđelja)

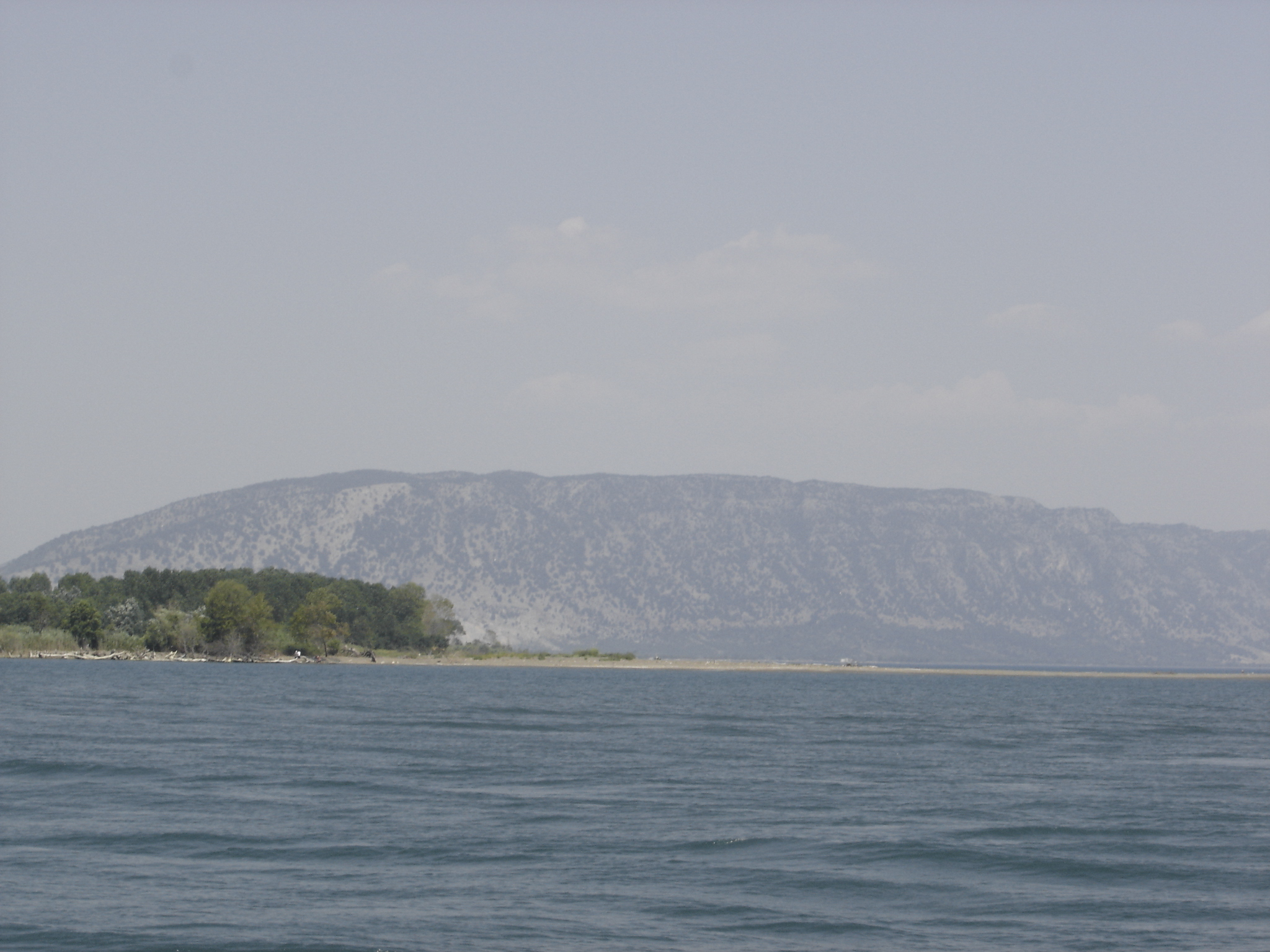
Isola Boiana

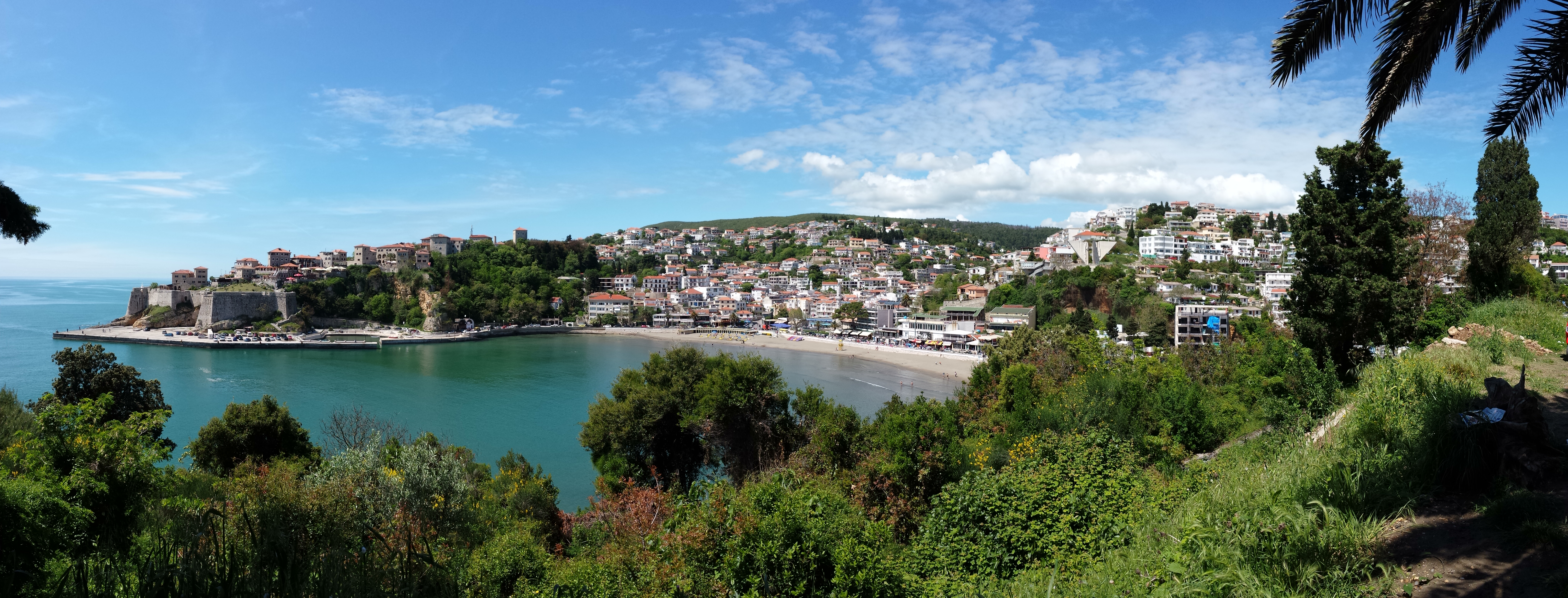
Panorama di Dulcigno

- Santo Stefano (Sveti Stefan) ora una penisola
- Scoglio Derana
- Scoglio San Nicolò (Sveti Nikola)

### Bocche di Cattaro
- Arcipelago di Cartolle (Krtoljski arhipelag)
  - Isola di San Michele (Miholjska prevlaka)
  - San Marco (Sveti Marko)
  - Scoglio del Convento (Gospa od Milosrđa)
- Isola di San Giorgio (Sveti Đorđe)
- Madonna dello Scalpello (Gospa od Škrpjela)
- Rondoni (Mamula)

## Italia
- Arcipelago delle Tremiti[3]
  - San Domino
  - San Nicola
  - Capraia
  - Pianosa
  - Cretaccio
- Delta del Po[4]
  - Albarella
  - Ariano
  - Donzella
  - Gnocca
  - Pila
  - Tolle

### Laguna di Venezia

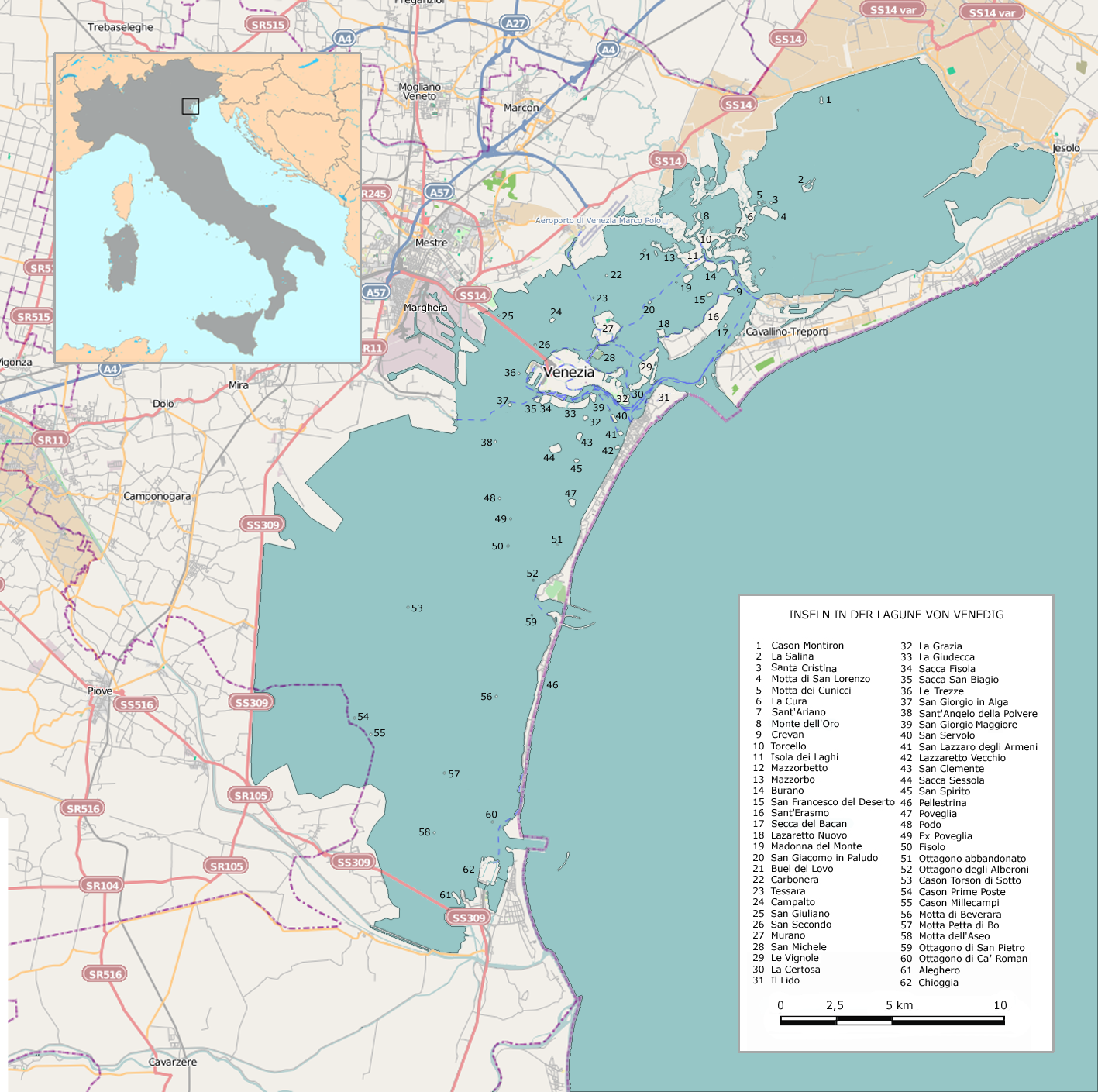
Isole della laguna veneziana

Le isole principali delle 130 isole della laguna:
- Venezia 5,17 km²
- Sant'Erasmo 3,26 km²
- Murano 1,17 km²
- Chioggia 0,67 km²
- Giudecca 0,59 km²
- Mazzorbo 0,52 km²
- Torcello 0,44 km²
- Sant'Elena 0,34 km²
- La Certosa 0,24 km²
- Burano 0,21 km²
- Tronchetto 0,18 km²
- Sacca Fisola 0,18 km²
- San Michele 0,16 km²
- Sacca Sessola 0,16 km²
- Santa Cristina 0,13 km²

Altre isole abitate sono:
- Cavallino
- Lazzaretto Nuovo
- Lazzaretto Vecchio
- Lido
- Pellestrina
- Poveglia
- San Clemente
- San Francesco del Deserto
- San Giorgio in Alga
- San Giorgio Maggiore
- San Lazzaro degli Armeni
- Santa Maria della Grazia
- San Pietro di Castello
- San Servolo
- Santo Spirito
- Sottomarina
- Vignole

### Laguna di Grado

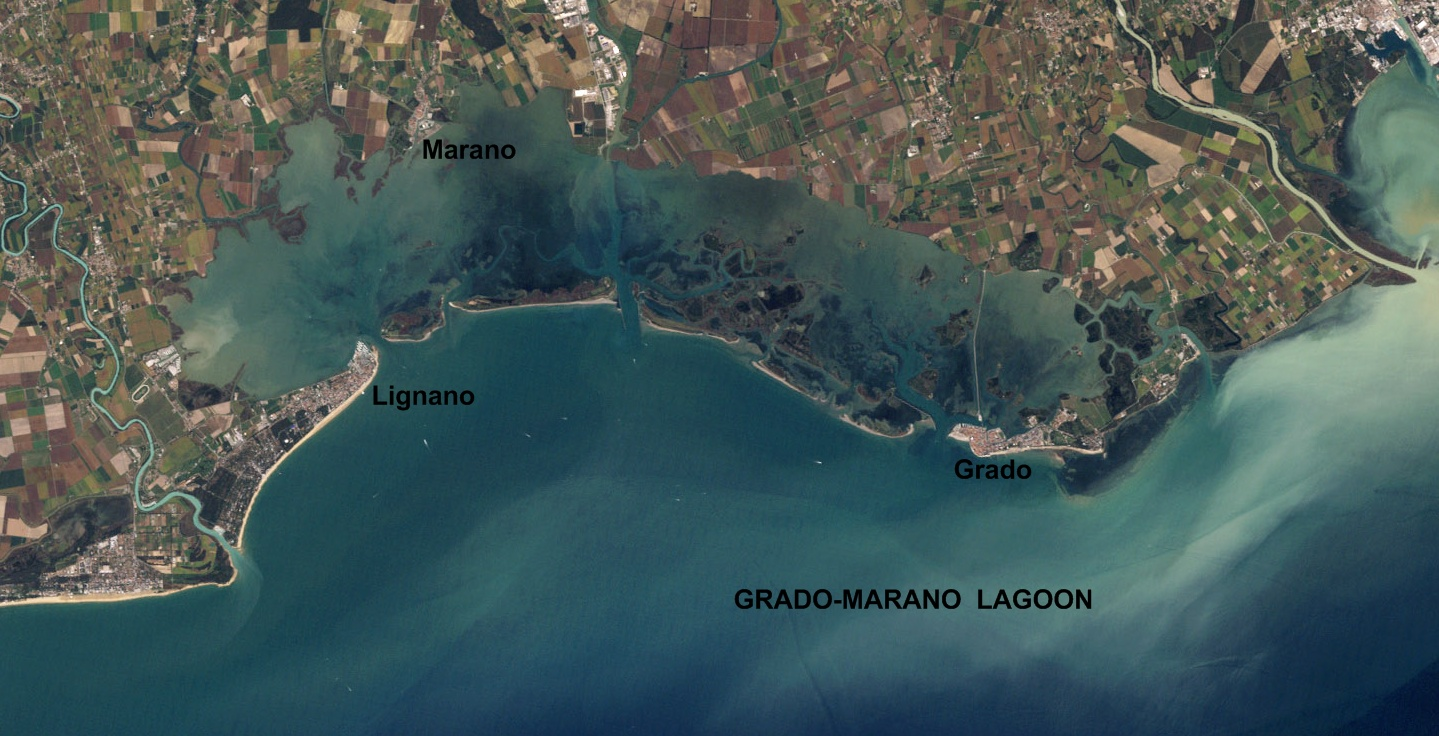
Laguna di Grado

Le isole della Laguna di Grado sono quasi 120, tra cui le più importanti:
| # | Nome                                               | Superficie (km²) (ha) | Coordinate            |
| - | -------------------------------------------------- | --------------------- | --------------------- |
| 1 | Grado                                              | 111,33 (11.133 ha)    | 45°40′35″N 13°23′04″E |
| 2 | Barbana                                            | 0,03 (3 ha)           | 45°42′10″N 13°25′23″E |
| 3 | Martignano, nota anche come Isola delle Conchiglie |                       | 45°42′25″N 13°09′51″E |
| 4 | San Pietro d'Orio                                  |                       | 45°41′39″N 13°21′04″E |

- Anfora
- Beli
- Fossalon
- Gorgo
- Panera
- Porto Buso
- Morgo
- Ravaiarina
- Schiusa

## Albania

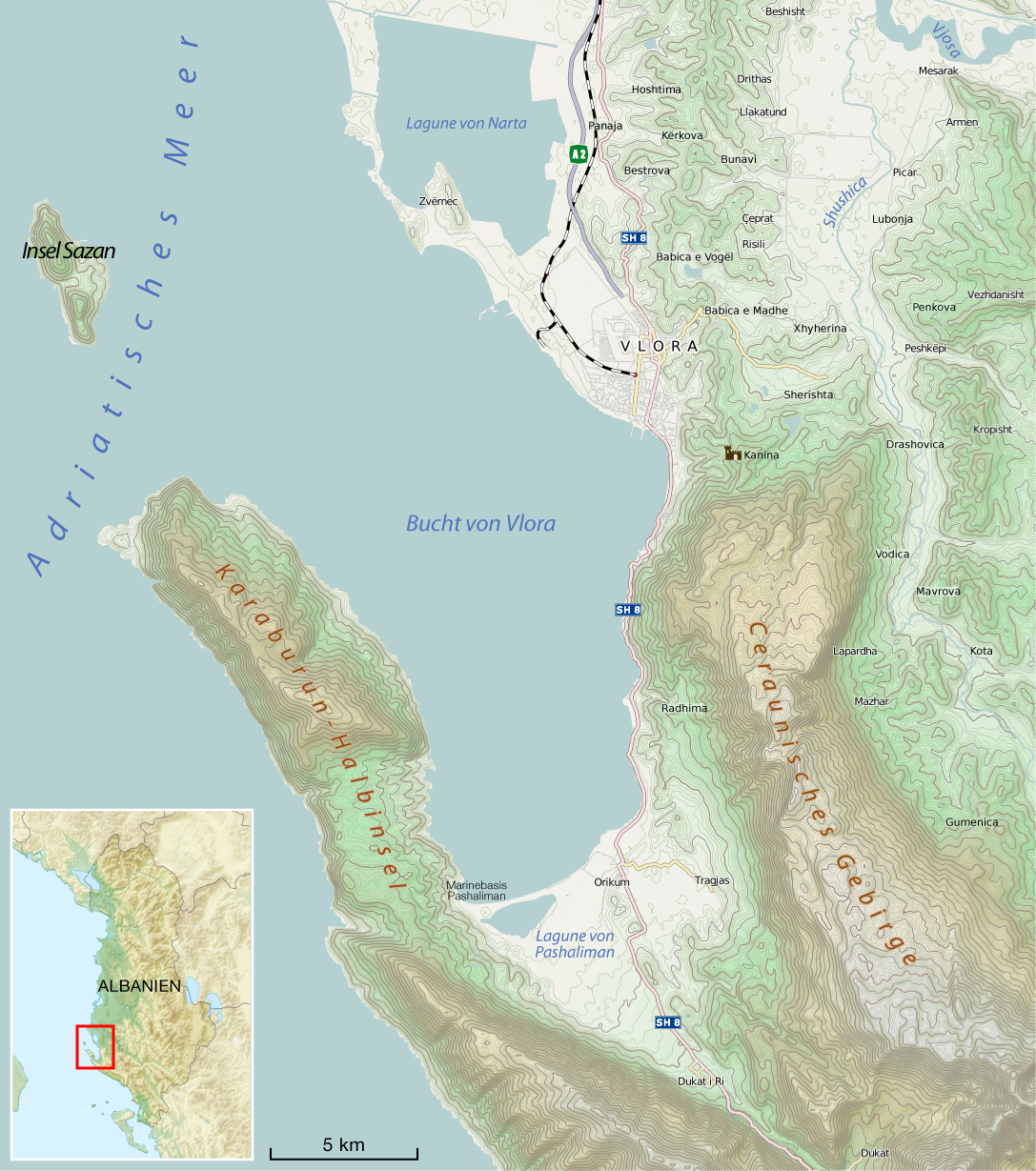
La baia di Valona in Albania

| # | Nome             | Superficie (km²) (Ha) | Coordinate            | Mare            |
| - | ---------------- | --------------------- | --------------------- | --------------- |
| 1 | Isola di Saseno  | 5,7 (570 ha)          | 40°30′N 19°17′E       | Adriatico       |
| 2 | Kunë             | 1,4 (140 ha)          | 41°45′47″N 19°34′54″E | Adriatico       |
| 3 | Isola di Zvërnec | 0,1 (10 ha)           | 40°31′02″N 19°24′06″E | Laguna di Narta |
| 4 | Franz Joseph     | 0,05 (5 ha)           | 41°50′50″N 19°22′29″E | Adriatico       |